# K-9 (série télévisée)
 (mars 2024).
Si vous disposez d'ouvrages ou d'articles de référence ou si vous connaissez des sites web de qualité traitant du thème abordé ici, merci de compléter l'article en donnant les références utiles à sa vérifiabilité et en les liant à la section « Notes et références ».
Cet article concerne la série télévisée. Pour le personnage, voir K-9.
K-9 est une série télévisée britannico-australienne en 26 épisodes de 30 minutes créée par Bob Baker et diffusée à partir du 31 octobre 2009 sur Channel 5 au Royaume-Uni et à partir du 3 avril 2010 sur Network Ten en Australie.
Elle a été diffusée en France en 2010 sur Disney XD. La série est inédite dans les autres pays francophones.

## Synopsis
Cette série se focalise sur le personnage du chien robot K-9, personnage apparu en 1977 dans la série Doctor Who.

## Épisodes
1. Regeneration
2. Liberation
3. The Korven
4. The Bounty Hunter
5. Sirens of Ceres
6. Fear Itself
7. The Fall of The House of Gryffen
8. Jaws of Orthrus
9. Dream-Eaters
10. The Curse of Anubis
11. Oroborus
12. Alien Avatar
13. Aeolian
14. The Last Oak Tree
15. Black Hunger
16. The Cambridge Spy
17. Lost Library of UKKO
18. Mutant Copper
19. The Custodians
20. Taphony and the Time Loop
21. Robot Gladiators
22. Mind Snap
23. Angel of The North
24. The Last Precinct
25. Hound of the Korven
26. The Eclipse of the Korven

## Commentaires
La série est faite dans un mélange d'images de synthèses et de vraies images.
K-9 est apparu pour la première fois en 1977 dans la série Doctor Who.
Il est réapparu en 2006 dans l'épisode L'école des retrouvailles.
Il avait déjà eu une série dérivée à son nom, K-9 and Company, mais le projet a été stoppé après l'épisode pilote.
En 2007, K-9 est également un personnage récurrent d'un autre spin-off de Doctor Who, The Sarah Jane Adventures.

### Production
Chaque épisode de K-9 a une durée de 30 minutes et la série est réalisée par Jetix Europe.
Le projet est supervisé par le cocréateur de K-9, Bob Baker, qui est aussi le scénariste de la série.
La série est produite par Penny Wall et Richard Stewart de Stewart & Wall Entertainment Pty Ltd, ainsi que par Simon Barnes.
Les producteurs exécutifs sont Grant Bradley de Daybreak Pacific et Jim Howell.
La BBC a préféré se concentrer sur sa propre série, Torchwood, et ne participe donc pas à la production.
C'est donc pour des raisons de droits que des personnages appartenant à la BBC, comme le Docteur, n'apparaissent pas dans K-9.
L'Australian Film Finance Corporation (en) et la Pacific Film and Television Commission ont accordé un soutien financier à la série, tandis que la chaîne Network Ten avait préacheté la diffusion.

### Concept
La série se passera dans l'espace, et Jetix a déjà prévu une gamme de jouets interactifs afin d'accompagner la diffusion.
D'après une publicité sur un site internet, la série prendrait place dans le Platte, un vieux vaisseau spatial de classe Prairie, autrefois utilisé pour la colonisation des astéroïdes.
En plus de K-9, il y aura Slocum, un « gitan de l'espace » et Djinn, un « ordinateur qui a la forme d'une jeune femme attirante ».
Le design de K-9 est radicalement différent de celui de Doctor Who, comme le poster l'indique déjà.